# Pseudohaetera

Pseudohaetera (ex Paradulcedo) é um gênero de borboletas neotropicais da família Nymphalidae e subfamília Satyrinae, proposto por Brown no ano de 1943 e encontrado no noroeste da América do Sul (Colômbia, Equador, Peru e Bolívia). São borboletas com asas arredondadas e extremamente translúcidas, com dois pequenos ocelos de margem alaranjada no verso das asas posteriores. Vistas por cima, apresentam manchas escuras, em padrão quadriculado e com áreas translúcidas, na borda final das asas posteriores.

## Hábitos
Segundo Adrian Hoskins, sobre Pseudohaetera hypaesia, estas borboletas são encontradas solitárias, ou em duplas, nos recessos úmidos e sombrios das florestas, sendo de voo quase sempre crepuscular e de baixa altura. Se alimentam de fungos em decomposição.

## Espécies
Existem duas espécies descritas no gênero Pseudohaetera:
- Pseudohaetera hypaesia (Hewitson, 1854) - espécie-tipo[4][6]
- Pseudohaetera mimica (Rosenberg & Talbot, 1914)[3]